# 감로 (요)
감로(甘露, 926년 2월 ~ 936년 윤 11월)는 동란국 인황왕(人皇王) 야율 배(耶律 倍)의 연호이다. 11년 가량 사용되었다.

## 개원
- 요(遼) 천현(天顯) 원년 2월 19일[1](926년 4월 4일)에 요 태조에 의하여 동란국 인황왕이 되면서, 연호를 감로(甘露)로 건원함.[2][3][4]

## 연대 대조표
| 감로       | 원년            | 2년        | 3년        | 4년        | 5년        | 6년        | 7년        | 8년        | 9년        | 10년       |
| 서기(西紀) | 926년           | 927년      | 928년      | 929년      | 930년      | 931년      | 932년      | 933년      | 934년      | 935년      |
| 간지(干支) | 병술(丙戌)      | 정해(丁亥) | 무자(戊子) | 기축(己丑) | 경인(庚寅) | 신묘(辛卯) | 임진(壬辰) | 계사(癸巳) | 갑오(甲午) | 을미(乙未) |
| 거란(契丹) | 천현(天顯) 원년 | 2년        | 3년        | 4년        | 5년        | 6년        | 7년        | 8년        | 9년        | 10년       |
| 감로       | 11년            |            |            |            |            |            |            |            |            |            |
| 서기(西紀) | 936년           |            |            |            |            |            |            |            |            |            |
| 간지(干支) | 병신(丙申)      |            |            |            |            |            |            |            |            |            |
| 거란(契丹) | 천현(天顯) 11년 |            |            |            |            |            |            |            |            |            |

## 같이 보기
- 중국의 연호 목록
- 동란국
- 발해